# Неуль
Неу́ль (фр. Néoules) — коммуна на юго-востоке Франции в регионе Прованс — Альпы — Лазурный берег, департамент Вар, округ Бриньоль, кантон Гареу.
Площадь коммуны — 25,08 км², население — 2264 человека (2006) с выраженной тенденцией к росту: 2533 человека (2012), плотность населения — 101,0 чел/км².

## Население
Население коммуны в 2011 году составляло — 2535 человек, а в 2012 году — 2533 человека.
| 1962 | 1968 | 1975 | 1982 | 1990 | 1999 | 2005 | 2006 | 2010 | 2011 | 2012 |
| ---- | ---- | ---- | ---- | ---- | ---- | ---- | ---- | ---- | ---- | ---- |
| 304  | 439  | 372  | 619  | 1110 | 1617 | 2206 | 2264 | 2486 | 2535 | 2533 |

Динамика населения:

## Экономика
В 2010 году из 1609 человек трудоспособного возраста (от 15 до 64 лет) 1155 были экономически активными, 454 — неактивными (показатель активности 71,8 %, в 1999 году — 62,7 %). Из 1155 активных трудоспособных жителей работали 996 человек (544 мужчины и 452 женщины), 159 числились безработными (65 мужчин и 94 женщины). Среди 454 трудоспособных неактивных граждан 131 были учениками либо студентами, 164 — пенсионерами, а ещё 159 — были неактивны в силу других причин.
На протяжении 2010 года в коммуне числилось 923 облагаемых налогом домохозяйства, в которых проживало 2499,5 человек. При этом медиана доходов составила 20 тысяч 048 евро на одного налогоплательщика.